# Hansell Araúz
Hansell Araúz Ovares (ur. 9 sierpnia 1989) – kostarykański piłkarz występujący na pozycji napastnika. Zawodnik klubu CS Cartaginés.

## Kariera klubowa
Araúz seniorską karierę rozpoczął w 2009 roku w zespole Barrio México z Segunda División de Costa Rica. W 2010 roku awansował z nim do Primera División de Costa Rica. Na początku 2011 roku odszedł do Santos de Guápiles, także grającego w Primera División.

## Kariera reprezentacyjna
W 2011 roku Araúz został powołany do reprezentacji Kostaryki na Copa América. Na tamtym turnieju, zakończonym przez Kostarykę na fazie grupowej, nie zagrał jednak ani razu.